# Babs Olusanmokun
Babs Olusanmokun (Lagos, 18 september 1984) is een Nigeriaans-Amerikaans acteur. 

## Biografie
Olusanmokun werd geboren in Lagos (Nigeria) op 18 september 1984 en werkt vanuit New York. Hij spreekt vloeiend Engels, Frans, Yoruba en Portugees en heeft een zwarte gordel in Braziliaans jiujitsu.
Hij is vooral bekend van zijn rol als Dr. Joseph M'Benga in de sciencefictionserie Star Trek: Strange New Worlds en Jamis in de films Dune (2021) en Dune: Part Two (2024). Hij was ook te zien in het computerspel Max Payne 3 als Serrano, een rol waarvoor hij zowel de stem insprak als de motion capture verzorgde.

## Computerspellen
| Jaar | Titel                 | Rol      | Opmerkingen            |
| ---- | --------------------- | -------- | ---------------------- |
| 2012 | Max Payne 3           | Serrano  | stem en motion capture |
| 2018 | Red Dead Redemption 2 | Baptiste | stem                   |